# بارس أباد
بارس أباد (بالفارسية: پارس‌آباد) هي مدينة تقع في إيران في أردبيل. يقدر عدد سكانها بـ 81,782 نسمة .

## أعلام
- اغاج اماميغاري